# Зыков, Милетий Александрович
Милетий (реже Мелетий, Мелентий, Милентий) Александрович Зыков, псевдонимы: Н. Москвич, РОМ, Николай Ярко. Н. Аптекман; (14 [26] февраля 1898, Екатеринослав — после июня 1944 года) — советский журналист, коллаборационист в годы ВОВ, пропагандист и один из ведущих идеологов власовского движения, майор РОА, редактор коллаборационистских оккупационных газет «Заря» и «Доброволец». Будучи евреем, в ходе коллаборационистской деятельности Зыков позиционировал себя антисталинским марксистом, предположительно — мог быть похищен немецкими спецслужбами в июне 1944 года и убит.

## Биография

### Эмиль (Мелетий) Ярхо
Как установили в 2015 году исследователи Г. Суперфин и И. Петров, при рождении будущий «Милетий Зыков» носил имя Эмиль Израилевич Ярхо. Родился в Екатеринославе в еврейской семье мещанина из Слуцка Израиля Зимелевича Ярхо. В 1910 г. принял православие (мать его, Анна Иосифовна Аптекман, была крещена ранее) и получил имя и отчество Мелетий Александрович. Окончил 2-е Екатеринославское реальное училище (1910—1915), затем учился на Электромеханическом отделении Петроградского политехнического института Петра Великого. В марте 1917 г. Мелетий Ярхо покинул институт, в июне 1917 г. призван на военную службу.

### Николай Ярко
В годы гражданской войны и первые годы после неё числился в документах и писал под именем Николай Михайлович Ярко, до 1920 г. также пользовался фамилией Аптекман (по матери и отчиму). По некоторым данным, был у красных командиром бронепоезда, упоминался Борисом Лавренёвым в описании событий 1919 г. как «Коля Аптекман».
9 марта 1958 г. в письме к школьникам далекого Абакана Б. Лавренев взволнованно писал о главном герое рассказа и его реальных прототипах: «Дмитрий Орлов, конечно, существовал. Да и не один. В славные и незабываемые годы гражданской войны таких Орловых, героев без страха и упрека, было немало. И мой Орлов сложился из нескольких большевиков-подпольщиков, которых я знал в те годы на Украине и в Крыму. Среди них были и погибшие от рук белых в Коктебеле комсомолец Коля Аптекман и Сергей Ляшенко, и многие другие несгибаемые, крепкие борцы за наше общее счастье, за наш справедливый общественный строй. У одного я взял внешность, у другого — манеру говорить, у третьего — знание французского языка и т. д. и т. д., и вот понемногу сложился образ человека, которого я назвал Дмитрием Орловым. Такой человек жил в душе каждого большевика» (Б. Лавренев. Бессменная вахта. М., «Молодая гвардия», 1973, с. 18).
В 1915 году поступил на Электромеханическое отделение Петроградского политехнического института Императора Петра Великого, 7 июня 1917 года он призван на военную службу. Рассказы о жизни Зыкова о жизни во время Гражданской войны противоречивы, в мемуаре «Тюрьма, суд и казнь», подписанном именем «Николай Ярко», в котором сведения наиболее подробны и совпадают с приговором военно-полевого суда при штабе Добровольческого корпуса от 12 апреля 1920 года, говорится, что он короткое время служил в Русской армии Врангеля в Крыму, будучи направлен большевистским подпольем в отряд капитана Орлова — организатора внутреннего мятежа против Врангеля, но от Орлова впоследствии сбежал, был осуждён на каторгу (под фамилией Ярко-Аптекман) к каторге за сотрудничество с крымско-татарскими большевиками-подпольщиками в 1920 году. Приговором военно-полевого суда Николай Михайлович Ярко-Аптекман был осужден на 8 лет каторжных работ за сотрудничество с Мусульманским областным бюро при Крымском ОК РКП(б), освобождён красными; впоследствии в анкетах утверждал, что был красноармейцем с оппозиционными по отношению к руководству РКП(б) взглядами. Скрывал своё происхождение, место и дату рождения. Работал в разных газетах Крыма («Рабочий», Феодосия, «Красный Крым», Симферополь) и некоторое время вновь в Екатеринославе. В 1923 году женился на Прасковье Куличенко, в 1924 г. родилась дочь Рада Ярко. Семейные письма Ярко-Зыкова опубликовал в 2016 г. историк коллаборационизма К. М. Александров, нашедший их благодаря редкому совпадению: его жена была с детства знакома с женщиной из Крыма по фамилии Ярко, оказавшейся правнучкой одного из главных деятелей власовского движения.
В 1921—1923 гг. член ВКП(б), исключён во время пребывания в Екатеринославе как скрывший социальное происхождение и сотрудничество с белыми. В 1924 работал в издательстве «Молодая гвардия» (Москва), где написал предисловие к книге Ретифа де ла Бретонна «Ночи революции». В сборнике «Революция в Крыму» опубликовал мемуарный очерк об аресте у белых «Тюрьма, суд и казнь».

### Советский журналист Милетий Зыков
В 1925 г. после каких-то неприятностей в Крыму (по некоторым данным, ареста) Ярко меняет фамилию на Зыков, бросает первую семью и возвращается к дореволюционному имени «Милетий Александрович» (но через «и»).
В 1920-е — 1930-е гг. Милетий Зыков много ездил по СССР, был журналистом ряда региональных газет, например, значится в списках личного состава издательства газет «Красная Татария» и «Новая деревня» (Казань) от 1 мая 1926 года в должности репортера, 14 разряд, откуда уволен 18 сентября 1926 года за невыполнение заданий заведующих отделов, за прекращение сдачи материалов по числящимся за ним учреждениям и за нарушение редакционной работы. В 1927—1928 — в газете «Советская степь» (Кзыл-Орда), в 1928—1930 — «Коммуна» (Воронеж), в 1930—1931 — «Тихоокеанская звезда» (Хабаровск), в 1931—1932 — корреспондент «Социалистического земледелия» в Хабаровске, откуда ушёл после нового скандала, в ходе которого всплыло его крымское прошлое. В 1932—1933 работал в Москве в сельскохозяйственном отделе ТАСС (где, после упомянутого скандала, указал свою фамилию как «Зыков-Ярко»), в 1935 — в «Омской правде».
В 1935-1936 годах Милетий Зыков живёт в Остяко-Вогульске и занимает должность ответственного секретаря местной газеты «Хантэ-Манси Шоп» («Ханты-Манчи Шоп»). Работал над книгой об истории Остяко-Вогульского края (не вышла). Обвинён за этот текст в троцкизме, уже после того, как покинул редакцию.
Везде, где бы ни работал Зыков, он, с одной стороны, поначалу развивал активную деятельность и печатал острые фельетоны, а с другой, довольно скоро переставал справляться с обязанностями или увольнялся после тех или иных скандалов. Уже в 1920-е — 1930-е годы в личности Зыкова были очевидны черты авантюризма, например, он в разных местах рискованно присваивал себе чужие должности. Исследователь его биографии сравнивает его с Остапом Бендером (в разное время Зыков освещал строительство Турксиба, устраивал сеанс одновременной игры в шахматы и пытался организовать пробег Остяко-Вогульск — Москва на собачьих и оленьих упряжках).

### Переход к немцам
О биографии Зыкова в 1936—1942 гг. достоверных сведений нет; по одним поздним рассказам с его слов — он был в тюрьме или ссылке, а потом директором текстильной фабрики, по другим — преподавал литературу в педагогическом институте. В 1942 проживал в Москве по адресу: ул. Карла Маркса, д. 22, кв. 53, был женат на Наталье Давыдовне Мальковой (после войны она его разыскивала, умерла в 1953 году).
Согласно сведениям из архива МО СССР, 25 марта 1942 года Милетий Зыков призван Фрунзенским райвоенкоматом г. Москвы, рядовой, 535-й гвардейский полк (входил в состав 2-й гвардейской стрелковой дивизии), 3-й б-н, 7-я рота. От Зыкова нет известий с 19 июля 1942 года. Его стали считать пропавшим без вести с августа 1942 года.
23 июля 1942 года Зыков, добровольно перебежав в плен к немцам близ города Шахты, представляется на допросе как политрук, приукрашивает свою биографию, называя себя бывшим сотрудником редакции газеты «Известия» в те годы, когда ей руководил Н. И. Бухарин, а также затем А. С. Бубнова.

### Власовский пропагандист и идеолог

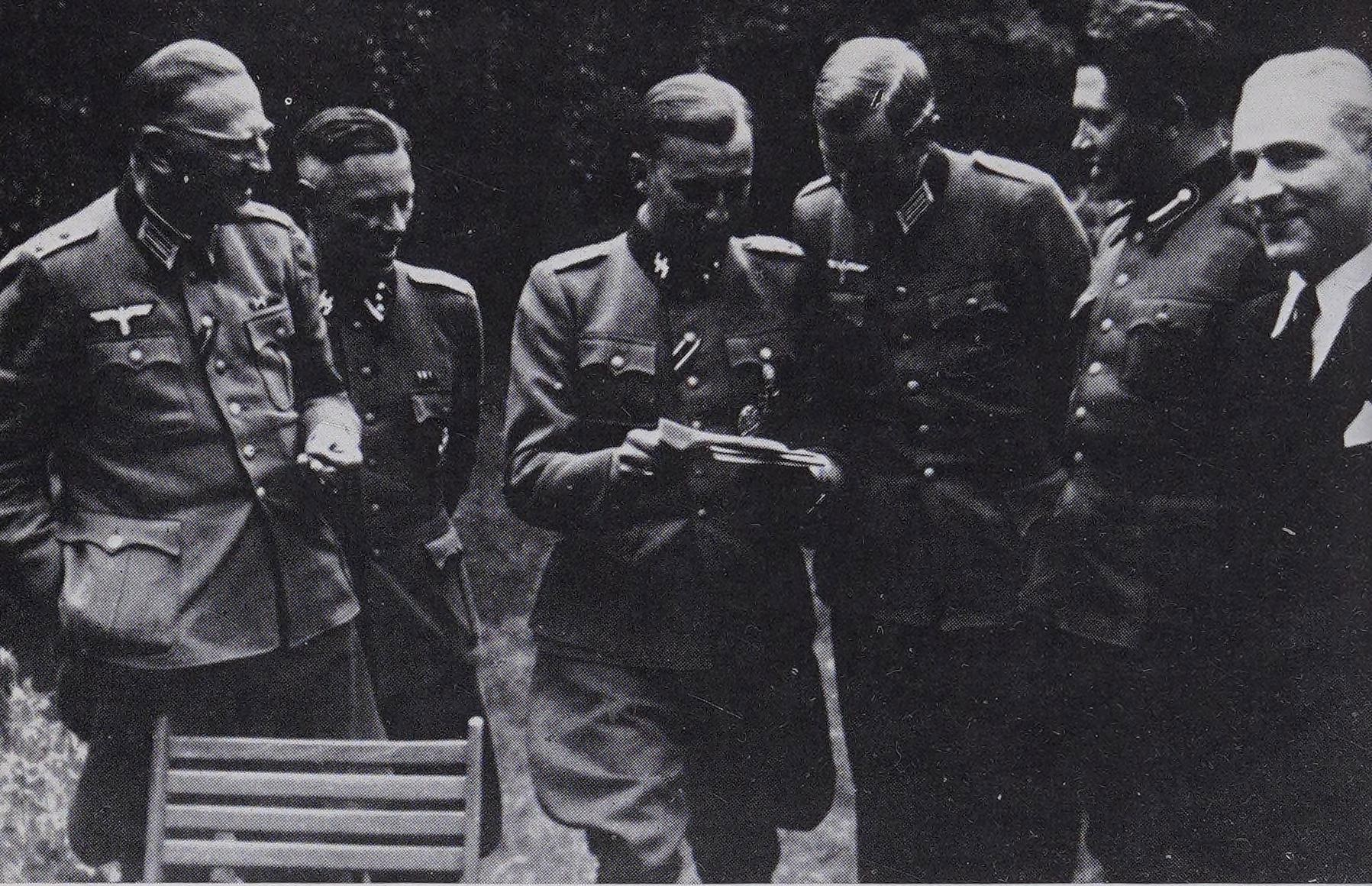
Слева направо: В. Штрик-Штрикфельдт, неизвестный офицер СС, Гунтер д’Алкен, капитан фон Деллингсхаузен, Зыков и Георгий Жиленков

Сразу же после сдачи в плен и первых допросов Зыков, минуя лагеря военнопленных, вероятно, из-за покровительства сотрудников абвера, был доставлен в Берлин, в Психологическую лабораторию отдела пропаганды Вермахта. Пользовался авторитетом у немецкого командования, на которое произвёл впечатление своими экономическими познаниями; в частности, он составил по памяти, не пользуясь источниками, аналитическую брошюру «Неминуемый крах советской экономики», изданную под псевдонимом «Н. Москвич». Преподавал в школе русских пропагандистов в Дабендорфе, редактировал газеты «Заря» и «Доброволец». В Психологической лаборатории Отдела пропаганды вермахта независимость позиции Зыкова сочли полезной: Зыков называл себя антисталинским «марксистом» и «социал-демократом» и настаивал на этом, был готов отстаивать позиции в спорах с с сотрудниками Отдела пропаганды, также он характеризовался «марксист-бухаринец» или сторонник Бухарина, и отчасти благодаря этому Зыков стал «главным идеологом власовского движения, по крайней мере на его первом этапе». В частности, Зыков стал одним из авторов Смоленской декларации, основополагающего документа власовского движения, с которого началась пропагандистская кампания Aktion Wlassow, основным лозунгом которого была «Новая Россия без большевиков и капиталистов». Основные положения декларации составлялись русскими сотрудниками ОКВ и Вермахт-Пропаганда при обсуждении с Власовым и редактировались Зыковым и капитаном фон Гроте. Зыков претендовал на идеологическое лидерство, но к 1944 году его идеологическими конкурентами стали НТС. Зыков при конкуренции остался в почти одиночестве, но от идеологии НТС Власов и ряд его офицеров также старались отстраниться, хотя некоторые его генералы в него вступили; сторонниками Зыкова были соавтор «Блокнота пропагандиста…» КОНР Д. Падунов (Галкин), адъютант Зыкова подпоручик Ножин, литсотрудник М. Самыгин, в руководстве КОНР его линию продолжил заместитель Зыкова Н. Ковальчук, один из составителей Манифеста КОНР, не вошедший в Президиум КОНР.
Мемуаристы отмечают активность и профессионализм Зыкова на посту редактора газеты; так, он якобы составлял и диктовал по памяти целые номера. Когда стала очевидной неэффективность прежней немецкой пропаганды, где ключевым моментом была борьба против «жидобольшевизма», активно создавал новые средства воздействия на советское население и солдат.
В Берлине Зыков женился в третий раз, на дочери эмигрировавшего в Югославию полковника царской армии художнице Евгении Самоновой, по первому мужу Андрич. Как и муж, она работала в немецких органах пропаганды.
Помимо позиционирования себя как «марксиста», Зыков также первые три месяца сокращал антисемитские материалы в своих газетах по сравнению с общей нормой для оккупационных нацистских газет, хотя некоторые антисемитские материалы писал сам; по воспоминаниям мемуаристов, в ответ на требования нацистов к содержанию Зыков также перепечатывал статьи из Völkischer Beobachter с указанием первоисточника. На Зыкова регулярно писались доносы со стороны военнопленных и белоэмигрантов о его возможном еврейском происхождении, которое Зыков отрицал, количество доносов со стороны белоэмигрантов увеличивали его «марксистские» взгляды. До лета 1944 года Зыкова защищали немецкие офицеры отдела пропаганды как полезного сотрудника, но к лету 1944 года под влиянием увеличивающихся доносов в СС возникло «два течения», одно из которых старалось сохранить Зыкова для пропаганды, а второе считало необходимым ликвидировать его как чуждый и опасный элемент. В июне 1944 года, накануне запланированной пропагандистской акции «Скорпион-Ост», которая должна была проходить на Восточном фронте под Львовом, Зыков был похищен под Берлином вместе со своим адъютантом и переводчиком Ножиным (сам он во время пребывания в Германии утверждал, что не говорит по-немецки, хотя, судя по университетским документам, Мелетий Ярхо имел неплохие оценки по немецкому) и пропал без вести. Предполагалось, что за похищением стояло гестапо, и ему предшествовала внутренняя борьба в рядах немецких кураторов русскоязычной пропаганды. Скорее всего, Зыков был убит сразу или вскоре после похищения.

## Установление личности
Многие работавшие с Зыковым власовцы и их немецкие кураторы были убеждены в том, что он — еврей; эти подозрения, которые сам Зыков отвергал, были предметом многочисленных доносов на Зыкова, и возможно, стали в конце концов одной из причин его ликвидации. Литературовед В. Батшев отождествлял его с литературоведом Цезарем Вольпе, пропавшим без вести в 1941 году при попытке выбраться из блокадного Ленинграда; первым эту версию выдвинул поэт-эмигрант Александр Неймирок в 1950-х гг. Эта версия, получившая популярность в начале 1990-х, позднее была опровергнута ввиду явных различий и в биографии, и во внешности.
В 1997 году Э. Максимова установила, что человек с таким паспортным именем существовал в СССР, занимался журналистикой и пропал без вести на фронте в 1942 году.
Исследованием биографии Зыкова занимается российский историк, исследователь коллаборационизма во Второй мировой войне, литератор и поэт Игорь Петров. Первоначально Петров установил, что Зыков в годы гражданской войны был известен как Николай Аптекман, после неё — как Николай Михайлович Ярко и лишь с 1925 года стал именоваться как «Милетий Александрович Зыков» по паспорту. В 2015 году Г. Г. Суперфин и И. Петров обнаружили студенческое дело будущего Зыкова и выяснили, что «Аптекман» — фамилия матери, а имя при рождении — Эмиль Израилевич Ярхо; в 1910 году он был крещён, получил в крещении имя «Мелетий» и пользовался отчеством «Александрович».

## Публикации Зыкова
- Зыков М. С М.И.Калининым по колхозам ЦЧО. — Воронеж: Коммуна, 1930. — С. 55.

- Зыков М. Возглавить новый подъём колхозного движения. — Свердловск - Москва: Огиз - Гос. изд. Урал. обл. отд-ние, тип "Гранит" (в Свердловске), 1931. — С. 13 [2].

- Зыков М. Хохол - село колхозное. — Воронеж: Коммуна, 1931. — С. 32.

- Зыков М. Рижники // "Социалистическое земледелие", орган Наркомзема СССР. — 09.07.1931.

- Зыков М. В грохоте ришпаков // "Социалистическое земледелие", орган Наркомзема СССР. — 06.08.1931.

- Зыков М. Уборка начинается - подготовка не завершена // "Социалистическое земледелие", орган Наркомзема СССР. — 27.08.1931.

- Зыков М. Странный инженер // Ханты-Манчи Шоп. — 17 сентября, 1935.

- Зыков М. Край, возрождённый Октябрём // Ханты-Манчи Шоп. — 2 ноября, 1935.

- Зыков М. Необычное заседание // Ханты-Манчи Шоп. — 17 января, 1936.

- Николай Москвич. По ухабам советской культуры // Новое слово. — Берлин, 13.09.1942, 16.09.1942, 23.09.1942, 27.09.1942, 4.10.1942.

- Николай Москвич. Неминуемый крах советской экономики. — Берлин, октябрь 1942. — 45 с.

- Николай Москвич. Сквозь тёмную ночь // Новое слово. — Берлин, 24.03.1943, 31.03.1943, 07.04.1943, 14.04.1943.